# Jacob Louis Nijhoff
Jacob Louis Nijhoff (Arnhem, gedoopt 14 april 1782 - Gouda, 18 december 1844) was een Nederlandse predikant.

## Leven en werk
Nijhoff werd in 1782 in Arnhem geboren als zoon uit het eerste huwelijk van de uitgever en drukker Paulus Nijhoff met Aldegonda de Gast. Hij studeerde theologie in Utrecht en werd achtereenvolgens in 1804 predikant te Afferden, in 1805 te Oosterbeek en van 1817 tot zijn overlijden in 1844 in Gouda. In Gouda maakte hij de eerste choleraepidemie mee in 1832. Ter gelegenheid hiervan schreef hij "Het is beter te vallen in de hand des Heeren, dan in de handen der menschen, een woord ter leiding der gedachten bij de thans heerschende ziekte". Hij probeerde in dit geschrift een bijdrage te leveren om de angst voor deze ziekte bij de bevolking enigszins te temperen. Nijhoff was lid van het provinciaal kerkbestuur van Zuid-Holland.
Nijhoff trouwde in 1804 met Aletta Brouwer. Na haar overlijden in 1830 hertrouwde hij op 12 februari 1836 te Leerdam met Maria Indeweij, dochter van Dirk Indeweij en Christina Borski. Hij was een halfbroer van de Arnhemse uitgever en historicus Isaac Anne Nijhoff. Zijn leerredenen werden uitgegeven bij de uitgeverij van zijn vader en van zijn halfbroer, die ook zijn referaat naar aanleiding van de choleraepidemie uitgaf. Na zijn overlijden werd zijn verzameling boeken op 15 en 16 april 1845 te Gouda verkocht.